# Карамишевська ГЕС
Карамишевська ГЕС — гідроелектростанція на річці Москва у місті Москва, у районі Срібного Бору. Входить до системи каналу імені Москви, одна з електростанцій каналу.
ГЕС побудована за русловою схемою.
Склад споруд ГЕС:
- бетонна водозливна гребля довжиною 116 м і найбільшою висотою 18,5 м;
- однонитковий однокамерний судноплавний шлюз (на спрямляючому каналі);
- будівля ГЕС закритого типу.

Потужність ГЕС — 3,6 МВт, середньорічний виробіток — 9,75 млн кВт·год. У будівлі ГЕС встановлені 2 поворотно-лопаткових гідроагрегати потужністю по 1,8 МВт, що працюють при розрахунковому напорі 4,8 м.
Карамишевський гідровузол забезпечує судноплавство по р. Москва.